# Zeitler
Zeitler ist ein deutscher Familienname. Er leitet sich ab von der Zeidlerei. Es ist die häufigste Variante des Namens, weitere sind Zaidler, Zeidler, Zaitler und Zeitner.

## Namensträger
- Axel Zeitler, deutscher Chemiker und Hochschullehrer
- Carl Ludwig Zeitler (1835–1910), deutscher Kaufmann und Mäzen
- Deniz Zeitler (* 2006), deutscher Fußballspieler
- Eberhard Zeitler (1930–2011), deutscher Arzt und Wissenschaftler
- Elmar Zeitler (1927–2020), deutscher Physiker
- Erich Zeitler (1921–2004), deutscher Kommunalpolitiker und Landtagsabgeordneter der SPD
- Erich-Hans Zeitler, deutscher Jurist und Politiker, siehe Erich Zeitler
- Erwin Zeitler (1925–2008), deutscher Politiker (BP, CSU), MdL Bayern und Bürgermeister
- Franz-Christoph Zeitler (* 1948), deutscher Rechtsanwalt und Banker,
- Friedrich Zeitler (1918–1984), deutscher römisch-katholischer Priester und Internatsdirektor
- Guido Zeitler (* 1971), deutscher Gewerkschaftsfunktionär, Vorsitzender der Gewerkschaft Nahrung-Genuss-Gaststätten
- Herbert Zeitler (Mathematiker) (1923–2012), deutscher Mathematiker und Hochschullehrer
- Herbert Zeitler (Verwaltungsjurist) (* 1927), deutscher Verwaltungsjurist und ehemaliger Regierungspräsident
- Jan Zeitler (* 1970), deutscher Verwaltungswissenschaftler und Politiker (SPD)
- Johann Zeitler (1927–2018), deutscher Fußballspieler
- Josef Zeitler (1871–1958), deutscher Bildhauer
- Julius Zeitler (1874–1943), deutscher Philosoph, Schriftsteller, Literaturhistoriker, Bibliothekar und Verleger
- Karin Zeitler (* 1953), deutsche Sozialwissenschaftlerin und Politikerin (Bündnis 90/Die Grünen)
- Karl Zeitler (1943–2013), deutscher Politiker (SPD)
- Karl Heinz Zeitler (* 1929), deutscher Radio- und Fernsehautor und Filmregisseur
- Karl Max Zeitler (1683–1739), deutscher Trompeter
- Kevin Zeitler (* 1990), US-amerikanischer American-Football-Spieler
- Klaus Zeitler (1929–2020), deutscher Politiker (SPD, REP, Würzburger Liste) und Oberbürgermeister von Würzburg
- Kurt Zeitler (* 1959), deutscher Kunsthistoriker
- Ludwig Zeitler (1880–1965), deutscher Landrat
- Marcus Zeitler (* 1975), deutscher Politiker (CDU)
- Max Zeitler (1898–1949), deutscher Verwaltungsjurist, Kommunalbeamter und Politiker (NSDAP)
- Michaela Welnhofer-Zeitler (* 1967), deutsche Juristin und Richterin am Bundesgerichtshof
- Moritz Zeitler (* 1994), deutscher Volleyballspieler
- Otto Zeitler (* 1944), deutscher Bauunternehmer und Politiker (CSU)
- Philipp Zeitler (1901–1984), deutscher Jurist, Oberbürgermeister von Weißenfels, Offizier, Rechtsanwalt und Stadtrat in Würzburg
- Ralf Zeitler (1903–1953), deutscher Volkswirt und SA-Führer
- Rolf Zeitler (1943–2023), deutscher Politiker (CSU)
- Rudolf Zeitler (1891–nach 1945), deutscher Architekt
- Rudolf Walter Zeitler (1912–2005), schwedischer Kunsthistoriker deutscher Herkunft
- Walter Zeitler (* 1933), deutscher Fußballspieler
- Walther Zeitler (1923–2006), deutscher Journalist und Autor
- Werner Zeitler (1926–2004), deutscher Geschäftsführer und Politiker (SPD), MdB